# 1960 في الفلبين
فيما يلي قوائم الأحداث التي وقعت خلال عام 1960 في الفلبين.

## رياضة
- 1 يناير – بطولة أمم آسيا لكرة السلة 1960

## مواليد

### يناير
- 1 يناير – جوي ألبرت
- 28 يناير – لورين يغاردا

### فبراير
- 8 فبراير – بنيغنو آكينو
- 20 فبراير – بيير باتريسيو فنان فلبيني.
- 23 فبراير – فرانكي ليم

### مارس
- 2 مارس – هيكتور كالما لاعب كرة سلة فلبيني.
- 21 مارس – بينيتو إراولا تي دي ليون جندي فلبيني.

### مايو
- 18 مايو – توم بيرد

### أكتوبر
- 10 أكتوبر – توتو ليونيداس لاعب بوكر من الولايات المتحدة الأمريكية.

## وفيات

### ديسمبر
- 5 ديسمبر – خوان إم. أريلانو (مواليد 1888) مهندس معماري فلبيني.